# Realm of Chaos
Albums de Bolt Thrower
In Battle There Is No Law
(1988) War Master
(1991)
Realm of Chaos, sous titré Slaves to Darkness, est le deuxième album studio du groupe de death metal anglais Bolt Thrower. L'album est sorti en octobre 1989 sous le label Earache Records.
En 2005, ce label a ré-édité l'album. Cependant, le groupe a demandé aux fans de ne pas l'acheter, car ils n'ont pas été prévenus et qu'ils ne touchent rien sur les ventes de cette ré-édition.
Le titre World Eater connaitra une suite dans ses thèmes dans l'album suivant du groupe, il s'agit du titre Cenotaph. Le titre World Eater est aujourd'hui une des chansons favorites des fans du groupe.
Le groupe de metalcore américain All That Remains s'est appelé comme ça en référence au titre de cet album portant ce nom.

## Musiciens
- Karl Willetts – Chant
- Gavin Ward – Guitare
- Barry Thompson – Guitare
- Jo Bench – Basse
- Andrew Whale – Batterie

## Liste des morceaux
1. Intro – 1:17
2. Eternal War – 2:08
3. Through the Eye of Terror – 4:22
4. Dark Millennium – 2:59
5. All that Remains – 4:39
6. Lost Souls Domain – 4:13
7. Plague Bearer – 2:54
8. World Eater – 4:55
9. Drowned in Torment – 3:04
10. Realm of Chaos – 2:50
11. Prophet of Hatred – 3:52
12. Outro – 0:59